# Таскулов, Кенилбай
Кенилбай Таскулов (1922—1989) — лейтенант Рабоче-крестьянской Красной Армии, участник Великой Отечественной войны, Герой Советского Союза (1943).

## Биография
Кенилбай Таскулов родился 15 августа 1922 года в селе Акса-Ата (ныне — Бостанлыкский район Ташкентской области Узбекистана). После окончания семи классов школы работал в колхозе. В январе 1942 года Таскулов был призван на службу в Рабоче-крестьянскую Красную Армию. С апреля того же года — на фронтах Великой Отечественной войны. Происходит из рода шакшам. 
К октябрю 1943 года красноармеец Кенилбай Таскулов был разведчиком 120-го стрелкового полка 69-й стрелковой дивизии 65-й армии Центрального фронта. Отличился во время битвы за Днепр. 15 октября 1943 года Таскулов одним из первых переправился через Днепр в районе посёлка Радуль Репкинского района Черниговской области Украинской ССР и принял активное участие в боях за захват и удержание плацдарма на его западном берегу, отразив большое количество немецких контратак.
Указом Президиума Верховного Совета СССР от 30 октября 1943 года за «образцовое выполнение боевых заданий командования на фронте борьбы с немецкими захватчиками и проявленные при этом мужество и героизм» красноармеец Кенилбай Таскулов был удостоен высокого звания Героя Советского Союза с вручением ордена Ленина и медали «Золотая Звезда» за номером 1609.
В 1944 году Таскулов окончил курсы младших лейтенантов. После окончания войны в звании лейтенанта он был уволен в запас. Проживал и работал в селе Чахчам Бостанлыкского района.
Умер 15 июля 1989 года. Похоронен в посёлке Думалак Бостанлыкского района.
Был также награждён орденом Отечественной войны 1-й степени и рядом медалей.